# 幽霊塔
『幽霊塔』（ゆうれいとう）は
- アリス・マリエル・ウィリアムソンの小説『灰色の女』を基にした黒岩涙香の翻案長編小説。
- 黒岩涙香の翻案小説『幽霊塔』を江戸川乱歩がリライトした長編小説。

## 作品について
『幽霊塔（ゆうれいとう）』は、アメリカの女流作家、アリス・マリエル・ウィリアムソン（Mrs. Alice Muriel Williamson, 1869-1933）の小説『灰色の女』（英: A Woman in Grey, 1898年）を基にした日本の翻案小説。時計塔のある古い屋敷を舞台に、因縁の人物が入り乱れ、迷路の奥に隠された宝を巡って繰り広げられる探偵小説である。
- 1899年『幽霊塔』 - 黒岩涙香が『幽霊塔』の題名で翻案。萬朝報に新聞小説として連載（1899年8月9日～1900年3月9日）した。人名はほとんど日本風に変えられているが原則イギリス人として設定され、舞台もイギリスである。
- 1937年『幽霊塔』 - 少年時代、涙香のファンであった江戸川乱歩が1937年、涙香の翻案小説を同題名のままリライト。舞台を日本にして、登場人物も日本人にしている。「講談倶楽部」に連載。なお涙香の遺族に謝礼を支払い、リライトの了解を得ている。
- 1952年『幽霊の塔』 - 西條八十が黒岩涙香版から翻案した少女向けの探偵小説。オカルト研究家の助手になった少女・秀子は亡き母が残した暗号文を頼りに秋田にある幽霊の塔に向かう（1952年1月～12月、少女クラブ連載→1953年8月偕成社刊）。
- 1958年『幽霊塔』 - 黒岩涙香版を少年向けにリライトしたもの。大平陽介著（1958年8月、東光出版社刊・少年少女最新探偵長編小説集6）。
- 1959年『時計塔の秘密』 - 更に江戸川乱歩には、『幽霊塔』を少年向にリライトした『時計塔の秘密』（1959年8月、ポプラ社刊・名探偵明智小五郎文庫14→少年探偵シリーズ45）もあり、日本中の小中学生に愛読されているロングセラー。乱歩は、「名探偵・明智小五郎の青年時代の物語として書きなおしてみました。」と解説しているが、氷川瓏による代作である。
- 2008年2月、『幽霊塔』の原作、アリス・マリエル・ウィリアムソン著『灰色の女』の初の日本語訳本（中島賢二訳、論創社 論創海外ミステリ）が刊行された。
- 2011年〜2014年まで乃木坂太郎により漫画『幽麗塔 〜黒岩涙香「幽霊塔」より〜』が連載。同作品は2014年にセンス・オブ・ジェンダー賞大賞を受賞している。

## 主要登場人物
原作/黒岩涙香版/江戸川乱歩版 （説明は涙香版）
Terence Darkmore/丸部道九郎/北川光雄
主人公。叔父に依頼され、幽霊塔と呼ばれる屋敷の検分に来る。絶世の美女・松谷秀子と出逢い、時計塔の謎と、秘密の迷路に隠された莫大な財宝を巡る怪事件に巻き込まれていく。
Consuelo Hope/松谷秀子/野末秋子
日陰色（灰色）の洋服を着て登場したヒロイン。天女のように美しいが、謎の怪美人。一切の経歴は不明。時計塔の秘密を知る唯一の人物。ある恩返しに密旨の為に生きており、そのことから運の尽きというほどの敵があるという。
Sir Wilfrid Amory/丸部朝雄/児玉丈太郎
主人公の叔父。検事総長を勤めていた。幽霊塔と呼ばれる屋敷を買い取る。ニセ電報に呼び出されて屋敷にやってくる。松谷秀子をひと目見ると気絶するばかりに驚く。
Paula Wynne/浦谷浦子/三浦栄子
主人公の従妹で婚約者。性格は悪く、松谷秀子を虎のいる部屋に閉じこめるなどする。ある日、密室より消え、堀から首なし死体となって上がる。
Florence Haynes/輪田お夏/和田ぎん子
育ての親であるお紺婆さんを殺した罪で終身刑を宣告されるが、無実を叫びながら4年後、獄中で病死した。
Hannah Haynes/輪田お紺/長田お鉄
6年前の深夜、就寝中に殺害され、今もその部屋に幽霊が現れるという。
Tom Gordon/権田時介/黒川弁護士
弁護士。輪田お夏の弁護をした。怪美人・松谷秀子の秘密を知っており、彼女にしつこく求婚している。
Mrs.Traille/虎井夫人/肥田夏子
ヒロインの側にいつもいる、ペットの猿を連れた下品な中年の婦人。蜘蛛のウヨウヨ住む養蟲園主人の姉。
George Haynes/高輪田長三/長田長三
お夏と共にお紺婆さんに育てられた男。丸部家の財産を乗っ取る為に幽霊塔に戻ってくる。
Marland/森主水/森村刑事
丸部朝雄が雇い入れた探偵。6年前にはお紺婆殺しのお夏を捕らえている。
Paul Lepel/ポール・レペル/芦屋暁斎
巴里の荒屋敷に住む医者。地下の一室にヒロインの秘密が隠されている。

## あらすじ
叔父に屋敷の検分を頼まれた光雄は、屋敷に設えられている時計塔の一室で謎の女・野末秋子と運命的な出会いをする。光雄は、我が儘な許嫁の栄子より、謎が多くとも凛とした秋子に次第に惹かれていった。ある時、その屋敷の中で怪事件が頻発し、光雄はその事件の渦に巻き込まれていった。事件の根源は過去にまで遡り、次第に彼は秋子の過去、そして時計塔の秘密に肉薄していく。（江戸川乱歩版）

## 映像化作品
- Alice Muriel Williamson原作（オリジナル版）映画化作品
  - 「灰色の女」 原題：A Woman in Grey 1920年 アメリカ 監督：ジェイムズ・ビンセント、出演：エアライン・プリティほか。 翌1921年（大正10年）、日本にも輸入され浅草富士館他で公開されている。当時の資料によると、黒岩涙香「幽霊塔」の原作「灰色の女」映画化として宣伝されている。
- 黒岩涙香による翻案を原作とした映画化作品
  - 「幽霊塔」 1912年 日活[1]
  - 「幽霊塔」 1948年 大映 監督：佐伯幸三、出演：船越英二ほか[2]（脚本の岡田豊によると、黒岩涙香の原作から脚色したが、完成した映画クレジットには何故か「原作：江戸川乱歩」になっていたということである。映画会社が興業上、乱歩人気を狙ったものと見られる。）
- 江戸川乱歩による翻案を原作としたTVムービー（16mm）作品
  - 土曜ワイド劇場・江戸川乱歩の美女シリーズ第10作「大時計の美女」 1979年 テレビ朝日 監督：井上梅次、出演：天知茂（明智小五郎）、結城しのぶほか

## ラジオ
- 日曜名作座 ・「幽霊塔」 1973年 NHKラジオ第1放送　黒岩涙香による翻案を原作としたラジオドラマ。全9回。出演：森繁久彌、加藤道子、脚本：椎名竜治、音楽：古関裕而[3]

## 舞台
- UMANプロデュース 舞台版『幽霊塔』（原作：江戸川乱歩／脚本・演出：宇治川まさなり）（2017年3月16日〜20日、新宿シアターモリエール）

## 原作『灰色の女』
- 黒岩涙香版の序文には原書について「The Phantom Tower,by Mrs.Bendison（アメリカ作家）」とあったが、江戸川乱歩ら、多くの涙香ファンや研究者、好事家の探索にもかかわらず、長い間、同題名の原作本は発見されなかった。このため乱歩などは基本的に翻案小説を書く際、一旦大元の原書を読んでいたもののこれは涙香版だけ読んで書いた旨を桃源社版の江戸川乱歩全集あとがきにコメントしている[4]。その後、黒岩涙香研究の第一人者、伊藤秀雄により、原作者はアメリカの女流作家、Mrs Williamson、原題は“A Woman in Grey”であると発表された。2000年、ミステリー作家の小森健太朗がアメリカの古書販売サイトをインターネットで調べて原書を入手。“A Woman in Grey”が『幽霊塔』の原作であることを裏付けた。涙香が原作や原作者を偽った理由は不明だが、文芸評論家の紀田順一郎は、「原題や原作者をそのまま紹介すると、ライバル紙に結末をばらされるかもしれなかったからではないか」としている。真偽は不明だが、実のところ涙香が外国小説を連載する時に発表した紹介はでたらめが多い。例・『白髪鬼』は実話のように紹介している。
- 多くの涙香ファンや研究者が探索し続けていた原作の存在だったが、1920年（大正9年）には、アメリカ映画『灰色の女』が日本でも公開されており、日本の映画興行会社では、当時既に、「黒岩涙香『幽霊塔』の原作『灰色の女』映画化」として宣伝していた。映画は前篇、後篇。その後、前篇のフイルムを文芸評論家の紀田順一郎が入手したことから、黒岩涙香研究の第一人者、伊藤秀雄がフィルムを実際に見て、ストーリーも登場人物も一致することから、「幽霊塔」の原作が『灰色の女』であることを突き止めた。紀田は、原作が発表された頃の書評を伊藤に紹介している。この経緯は、伊藤によって書かれた一連の涙香に関する研究書に詳しい。伊藤が発表するまで、映画公開についての情報を、涙香研究家の誰も知らなかったのは不思議としか言いようがない。
- 2008年2月、『灰色の女』の日本語訳本が初めて刊行された（論創社 論創海外ミステリ）。訳者の中島賢二によると、『灰色の女』はウィルキー・コリンズ著『白衣の女』から一部を借用しているという。「原作を読むことで、作者がはっきり『白衣の女』から借りているところのあることに気づきました。主要人物がある墓石を間にして対面する場面、また、主要人物の一人が重い心臓病を患っていることが筋の展開の上で大きな意味を持っているところなどは、コリンズから借りたものであるのは間違いないと思います。」（中島賢二）[5]